# The Mob (Hard-Rock-Band)
The Mob ist eine 2005 gegründete US-amerikanische Hard-Rock-Supergroup, deren Mitglieder als Musiker in anderen Bands (u. a. Night Ranger, Winger, Whitesnake und King’s X) Bekanntheit erlangt hatten. Ihr bisher einziges Album veröffentlichte die Gruppe bei Frontiers Records.

## Geschichte
Die Gruppe wurde von Reb Beach (Gitarre) zusammengestellt. Nachdem er den Verantwortlichen von Frontiers Records einige von ihm geschriebene Songs vorgestellt hatte, ermutigte man ihn, sich Musiker zu suchen, mit denen er ein Album aufnehmen könnte. Beach entschied sich für den Keyboarder Timothy Drury, mit dem er bei Whitesnake zusammengearbeitet hatte, außerdem konnte er Schlagzeuger Kelly Keagy (Night Ranger) und den Sänger der Gruppe King’s X, Doug Pinnick, für das Projekt gewinnen.
Als Produzent für das Album konnte Kip Winger gewonnen werden, der mit Beach die Band Winger gegründet hatte. Neben seinen Aufgaben als Produzent spielte Winger auch den Bass auf dem Album, ohne jedoch Mitglied der Gruppe zu sein. Bei Konzerten sollte Pinnick diesen Part übernehmen.
Das selbstbetitelte Album wurde im April 2005 in Wingers Studio in Nashville aufgenommen; der Titel The Magic wurde dabei von Schlagzeuger Keagy gesungen, alle übrigen Lieder sang Pinnick. Das Album enthielt elf Songs und wurde am 7. November 2005 veröffentlicht. Trotz positiver Rezensionen (Rock Hard schrieb, es handele sich um „ein schnörkelloses Hit-Album“) gelang der Gruppe kein kommerzieller Erfolg, sodass es bei dieser einen Veröffentlichung blieb.

## Diskografie
- 2005: The Mob